# Arcene
Arcene é uma comuna italiana da região da Lombardia, província de Bérgamo, com cerca de 4.347 habitantes. Estende-se por uma área de 4,23 km², tendo uma densidade populacional de 1028 hab/km². Faz fronteira com Castel Rozzone, Ciserano, Lurano, Pognano, Pontirolo Nuovo, Treviglio, Verdello.

## Demografia
| Variação demográfica do município entre 1861 e 2011                               |
|                                                                                   |
| Fonte: Istituto Nazionale di Statistica (ISTAT) - Elaboração gráfica da Wikipedia |